# 시용향악보
시용향악보(時用鄕樂譜)는 조선 성종 ∼ 중종 연간(1469년 ~ 1544년)에 향악의 악보를 기록한 악보집으로 1권 1책의 목판본이다. 향악은 당악, 아악과는 달리 고려 이래로 전해 내려오는 우리 고유의 음악이었으나, 종묘와 다른 제례에서 이를 공식적으로 연주하는 것은 부당한 것으로 여겼다. 그러나 장악원에서는 악공들에게 교수하였고, 궁중에서도 늘 연주하였으니 이 향악보는 대체로 세종부터 성종 사이에는 체재가 정비되어 늦어도 성종 때까지는 완성되었을 것으로 여겨진다. 이 악보는 악장·사(詞)·단가·가사·창작가사·민요·무가 등을 포함하고 있어, 조선 초기의 가요 분포를 충분히 반영하고 있으나 모두 초장밖에 없는 것이 특징이다. 
이 악보에는 《악학궤범》이나 《악장가사》에는 전하지 않는 고려가요가 상당히 수록되어 있다. 수록된 노래는 총 26편이다.
실린 노래의 가사는 순한문으로 된 것도 있고, 여음만을 써서‘리로노런나 로리라 리로런나’한 것도 있다. 이는 모두 고려나 조선 초에 춘추로 내관이나 무당을 보내어 명산대천에 제사지낼 때 불린 무가를 악보로 정리한 것으로 국속 전통을 이어받은 무속 전통으로 보아야 할 것으로 여겨지며, 국문학과 민속학 연구에 있어서 매우 중요한 자료이다. 
이 책은 황의돈에서 이겸노를 거쳐 아단문고로 이관되어 온 것이다. 책장 중 4장이 필사 보완되어 있다. 1954년 연희대학교에서 영인 출판하였는데, 출판을 위한 해체 상태에서 4장이 분실되어 영인본에는 있으나 원본에는 없어졌다.

## 참고자료
- 시용향악보 - 국가유산청 국가유산포털

 본 문서에는 서울특별시에서 지식공유 프로젝트를 통해 퍼블릭 도메인으로 공개한 저작물을 기초로 작성된 내용이 포함되어 있습니다.